# Ljubomir Davidović
Ljubomir Davidović (Beograd, 24. prosinca 1863. – Beograd, 19. veljače 1940.), srpski političar, osnivač Demokratske stranke u Srbiji. Predsjednik Vlade Kraljevine SHS od 16. kolovoza 1919. do 19. veljače 1920. pa u drugom navratu od 27. svibnja do 6. studenog 1924. Doživotni predsjednik Demokratske stranke.
Bio je ministar prosvjete (1904.), načelnik beogradske općine i predsjednik Narodne skupštine (1909.) Godine 1912. postaje vođa Samostalne radikalne stranke, 1919. nastaje Demokratska stranka